# عامر هارون
عامر هارون (انگلیسی: Amer Haroon؛ زادهٔ ۲۷ اوت ۱۹۹۲) یک ورزشکار اهل عربستان سعودی است.
از باشگاه‌هایی که در آن بازی کرده‌است می‌توان به باشگاه فوتبال الوحده عربستان سعودی و باشگاه فوتبال الشباب عربستان سعودی اشاره کرد.